# Kepler-407b
Kepler-407b es un exoplaneta telúrico con el tamaño de la Tierra detectado por el telescopio espacial Kepler de la NASA en 2014.  Orbita a su estrella anfitriona, una enana amarilla similar al Sol, en un periodo de 16 horas.  Debido a la proximidad de su estrella, se espera que el lado diurno de Kepler-407b tenga una temperatura de 2000 K. Probablemente la rotación del planeta esté bloqueada por el acoplamiento de marea de la estrella. En su superficie podrían existir océanos de magma que estarían casi al punto de derretir los materiales sólidos.  Kepler-407b tiene una clasificación térmica de hipertermoplaneta, por lo que sólo albergaría microorganismos como vida tal, posiblemente extremófilos.

## Descubrimiento
El telescopio Kepler descubrió a este exoplaneta por tránsito cuando pasó enfrente de su estrella anfitriona. Las mediciones de seguimiento de velocidad radial se usaron para determinar la masa de Kepler-407b y de esta solo podían proporcionar un límite de 1.7 veces la masa de la Tierra.  Estas mediciones también detectaron la órbita parcial de un planeta externo que aún no transita, identificado como Kepler-407c. Dado que solo una cuarta parte de una órbita potencialmente de ~ 10 años se midió por velocidad radial, la órbita y la masa del solo podían limitarse débilmente.  Se estima que Kepler-407c tenga un periodo orbital de 3000 ± 500 días, con una masa entre 5 y 20 veces la de Júpiter.  Sin embargo, dependiendo de la inclinación de su órbita, Kepler-407c podría ser un objeto mucho más masivo, como una enana marrón o una estrella enana roja. 